# Lutzomyia ctenidophora
Lutzomyia ctenidophora är en tvåvingeart som först beskrevs av Fairchild G. B., Hertig M. 1948.  Lutzomyia ctenidophora ingår i släktet Lutzomyia och familjen fjärilsmyggor. Inga underarter finns listade i Catalogue of Life.